# Daniel Sada
Daniel Sada Villareal (Mexicali, 25 febbraio 1953 – Città del Messico, 18 novembre 2011) è stato uno scrittore e poeta messicano.

## Biografia
Daniel Sada ha studiato Giornalismo alla Scuola Carlos Septién Garcia. Ha diretto vari laboratori di poesia e narrativa a Città del Messico ed in varie altre città del paese. Ha ottenuto diverse borse di studio dal Centro Mexicano de Escritores, dal Istituto Nazionale di Belle Arti (INBA) - Fondo Nazionale per le Attività Sociali (Fonapas), dal Fondo Nazionale per la Cultura e le Arti (FONCA), e dal 1994 ha fatto parte del Sistema Nazionale dei Creatori d'Arte (SNCA).
La sua opera è stata qualificata come barocca e tragicomica. Juan Villoro affermò che Sada ha rinnovato il romanzo messicano con Porque parece mentira la verdad nunca se sabe (Siccome sembra falsa, mai si sa la verità) e d'accordo con il cileno Roberto Bolaño: "Senza alcun dubbio, Daniel Sada, sta scrivendo una delle opere più ambiziose del nostro spagnolo, paragonabile solamente con l'opoera di Lezama, come sappiamo, usa la scenografia del tropico, che si presta molto bene ad un esercizio barocco, ed il barocco di Sada accade nel deserto." Secondo le parole del critico Christopher Dominguez Michael, Sada è "padrone di una prosa che lo fa diventare il più inconfondibile dei narratori della lingua."
Nel novembre 2008 ha vinto il Premio Herralde per il romanzo Quasi mai.
Daniel Sada è morto il 18 novembre 2011 a Città del Messico a causa di una deficienza renale, dovuta al diabete. Qualche ora prima della morte fu annunciato che gli era stato conferito il Premio Nazionale delle Scienze e delle Arti 2011 nella categoria Linguistica e Letteratura; cosa che non gli fu notificata in quanto al momento dell'annuncio versava in già gravi condizioni.

## Premi e riconoscimenti
- 1992 - Premio Xavier Villaurrutia per Registro de causantes.
- 1999 - Premio Nacional de Literatura José Fuentes Mares per Porque parece mentira la verdad nunca se sabe.
- 2006 - Premio Bellas Artes de Narrativa Colima para Obra Publicada per Ritmo Delta.
- 2008 - Premio Herralde de Novela per Casi nunca.
- 2011 - Premio Nacional de Ciencias y Artes 2011 nella categoria di Linguistica e Letteratura.[5]

## Opere

### Racconti
- Un rato (UAM-I, 1985)
- Juguete de nadie y otras historias (FCE, Letras Mexicanas, 1985)
- Los siete pecados capitales (colectivo), (CONACULTA/INBA/SEP, 1989)
- Registro de causantes (Joaquín Mortíz, 1990)
- Tres historias (UAM/Juan Pablos/CNCA/INBA/Cuadernos del Nigromante, 1991)
- Antología presentida (Conaculta, 1993)
- Todo y la recompensa Cuentos completos (Debate, 2002)
- Ese modo que colma (Anagrama, 2010)

### Romanzi
- Yerma substancia (Ayuntamiento de Mexicali, 1979)
- Lampa vida (Premiá Editora, 1980)
- Albedrío (Leega Literaria, 1989, Tusquets, 2001)
- Una de dos (Alfaguara, 1994, Tusquets, 2002)
- Porque parece mentira la verdad nunca se sabe (Tusquets, 1999).
- Luces artificiales (Joaquín Mortiz, 2002)
- Ritmo delta (Planeta Mexicana, 2005)[6]
- La duración de los empeños simples (Joaquín Mortiz, 2006).
- Casi nunca (Anagrama, 2008).
- A la vista (Anagrama, 2011).
- El lenguaje del juego (Anagrama, 2012).

### Poesia
- Los lugares (UAM, La Rosa de los Vientos, 1977).
- El amor es cobrizo (Ediciones Sin Nombre, 2005). (Posdata editores, 2012).
- Aquí (FCE, 2008).

### Altro
- El límite (Vuelta, 1997)

### Edizioni italiane
- Quasi mai (Del Vecchio Editore, 2013), traduzione di Carlo Alberto Montalto
- Il linguaggio del gioco (Del Vecchio Editore, 2015), traduzione di Carlo Alberto Montalto
- Una di due (Alter Ego Edizioni, 2021), traduzione di Carlo Alberto Montalto